# كريس إينجل
كريستوفر نيكولاس سارانتاكوس (بالإنجليزية: Christopher Nicholas Sarantakos)‏ المعروف بلقب كريس إينجل (بالإنجليزية: Criss Angel)‏، ولد في 19 ديسمبر 1967، هو أمريكي من أصل يوناني وهو ساحر ترفيهي ولاعب خفة وموسيقي، ومقدم برنامج الخفة الشهير كريس إينجل مايندفريك وكريس إينجل بيليڤ.

## وصلات خارجية
- كريس إينجل على موقع IMDb (الإنجليزية)
- كريس إينجل على موقع ألو سيني (الفرنسية)
- كريس إينجل على موقع ميوزك برينز (الإنجليزية)
- كريس إينجل على موقع أول موفي (الإنجليزية)
- كريس إينجل على موقع إن إن دي بي (الإنجليزية)
- كريس إينجل على موقع ديسكوغز (الإنجليزية)
- كريس إينجل على موقع قاعدة بيانات الفيلم (الإنجليزية)
- الموقع الرسمي لكريس إينجل